# Hladoměř (Jičínská pahorkatina)
Hladoměř (377 m n. m.) je vrch v okrese Mladá Boleslav Středočeského kraje, ležící asi 1 km severovýchodně od obce Veselice na příslušném katastrálním území, stejně jako na území vsi Vlčí Pole.

## Popis vrchu
Jihovýchodně od vrcholu, za chatovou osadou a mělkým prameništěm Hasinského potoka, se otvírají výhledy k západu na Chloumecký hřbet a Mladou Boleslav. Jihozápadně od vrcholu leží židovský hřbitov Veselice.

## Geomorfologické zařazení
Vrch náleží do celku Jičínská pahorkatina, podcelku Turnovská pahorkatina, okrsku Jičíněveská pahorkatina a podokrsku Střevačská pahorkatina.

## Přístup
Automobilem se dá nejblíže dopravit do Veselice či dále do chatové osady po modré turistické trase. Východně od vrcholu se na modrou trasu napojuje žlutá trasa v rozcestí Křížánky.